# لي رادفورد
لي رادفورد (بالإنجليزية: Lee Radford)‏ هو لاعب دوري الرغبي بريطاني، ولد في 26 مارس 1979 في كينغستون أبون هال في المملكة المتحدة.

## روابط خارجية
- لي رادفورد على موقع ItsRugby.co.uk (الإنجليزية)